# Pisenor notius
Pisenor notius is een spinnensoort uit de familie Barychelidae. De soort komt voor in Ethiopië tot Zimbabwe.